# Anton Eduardowitsch Waino

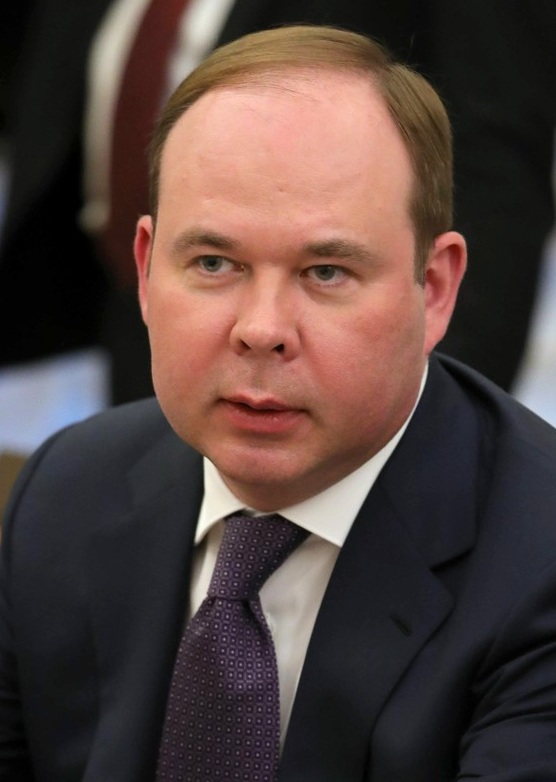
Anton Waino (2019)

Anton Eduardowitsch Waino (russisch Антон Эдуардович Вайно, estnisch Anton Vaino; * 17. Februar 1972 in Tallinn, Estnische SSR, Sowjetunion) ist ein russischer Diplomat. Seit dem 12. August 2016 ist er als Nachfolger von Sergei Iwanow Leiter der Präsidialverwaltung und Ständiges Mitglied des Sicherheitsrates der Russischen Föderation. Er bekleidet den Rang eines Wirklichen Staatsrats 1. Klasse der Russischen Föderation.

## Werdegang
Waino schloss 1996 ein Studium an der Fakultät für Internationale Beziehungen am Staatlichen Moskauer Institut für Internationale Beziehungen (MGIMO) ab.
Von 1996 bis 2001 war Waino in der Russischen Botschaft in Tokio tätig. Danach arbeitete er bis 2003 in der Zweiten Asiatischen Abteilung des Außenministeriums. Im Jahr 2003 wechselte Waino in die Präsidialverwaltung, wo er bis 2007 im Protokoll tätig war, zuletzt als stellvertretender Leiter. Von 8. Oktober 2007 bis zum 25. April 2008 war er stellvertretender Kabinettschef beim Ministerpräsidenten der Russischen Föderation, vom 25. April 2008 bis zum 26. Dezember 2011 Protokollchef des Ministerpräsidenten und anschließend bis 21. Mai 2012 Kabinettschef im Rang eines Ministers. Vom 22. Mai 2012 bis zum 11. August 2016 war er stellvertretender Leiter der Präsidialverwaltung. Seit dem 12. August 2016 leitet er die Präsidialverwaltung und ist Ständiges Mitglied des Sicherheitsrates der Russischen Föderation.

## Sanktionen
Für seine Unterstützung des russischen Angriffskriegs gegen die Ukraine befindet sich Waino auf mehreren Sanktionslisten:
- Seit 23. Februar 2022: Sanktionsliste der EU, wegen seiner „aktive[n] Unterstützung und Umsetzung von Handlungen und politische[n] Maßnahmen, die die territoriale Unversehrtheit, Souveränität und Unabhängigkeit der Ukraine sowie die Stabilität oder Sicherheit in der Ukraine untergraben und bedrohen“.[6]
- Seit 25. Februar 2022: Sanktionsliste Australiens.[7]
- Seit 25. Februar 2022: Sanktionsliste der Schweiz, weil er „verantwortlich [ist] für die aktive Unterstützung und Umsetzung von Handlungen und politischen Maßnahmen, die die territoriale Unversehrtheit, Souveränität und Unabhängigkeit der Ukraine sowie die Stabilität und Sicherheit in der Ukraine untergraben und bedrohen“.[8]
- Seit 28. Februar 2022: Sanktionsliste Kanadas, als „Mitglied[...] des russischen Sicherheitsrates, die die größte Verantwortung für Russlands unprovozierte und ungerechtfertigte Invasion in der Ukraine tragen“.[9]
- Seit 15. März 2022: Sanktionsliste des Vereinigten Königreichs, weil „Waino [für] eine Politik oder Handlung verantwortlich war, diese unterstützt oder gefördert hat, die die Ukraine destabilisiert oder die territoriale Unversehrtheit, Souveränität oder Unabhängigkeit der Ukraine untergräbt oder bedroht“.[10]
- Seit 18. März 2022: Sanktionsliste Neuseelands.[11]
- Seit 6. April 2022: Sanktionsliste der USA, als „Architekt des Krieges [und] Mitglied des russischen Sicherheitsrates, die Mitschuld am Krieg gegen die Ukraine tragen“.[12]
- Seit 7. September 2022: Sanktionsliste der Ukraine.[13]

## Sonstiges
Waino ist verheiratet und hat einen Sohn. Er ist ethnisch ein Este. Sein Vater Eduard Waino war Mitglied des Direktorenrates beim Autohersteller AwtoWAS. Anton Wainos Großvater Karl Vaino war von 1978 bis 1988 erster Sekretär des Zentralkomitees der Kommunistischen Partei Estlands.
Anton Waino spricht auch Japanisch und Englisch.